# Stockholms kvinnors landstormsförening
Stockholms kvinnors landstormsförening var en frivillig försvarsorganisation för kvinnor. Föreningen var verksam under första världskriget och var inriktad mot att stödja landstormen med att tillverka beklädnad och utrustning. Ordförande var Anna Broms och föreningen huserade i ordförandens lägenhet på Narvavägen 26 i Stockholm. Lägenheten fungerade som föreningens lagerrum och syateljé.